# Вислая Поляна
Ви́слая Поля́на — село Тербунского района Липецкой области. Центр Висло-Полянского сельского поселения.
Стоит почти на шоссе Тербуны — Хлевное. Вдоль юго-восточной границы протекает река — приток Кобыльей Сновы. На противоположном, правом, берегу находится село Малиновая Поляна.
Возникла в XVII веке. Известно, что в 1701 году в селе уже была Троицкая церковь. Значит, возникло не ранее XVII века.
Название — по наклонной, как бы нависающей поляне. Также существует предположение, что название происходит от другого значения слова вислая: присоединенная поляна к какому-то обществу крестьян (ср. вислая печать — присоединенная к документу особым образом). Ранее название селения было несколько другим — Ви́слинская Поля́на.

## Население
| 1859 | 1897  | 2009 | 2010 |
| ---- | ----- | ---- | ---- |
| 2244 | ↗2512 | ↘617 | ↘584 |

## Церковь
В настоящее время ведётся восстановление здания Троицкой церкви, построенной в 1772 и закрытой в 1933 году.
Церковь типа восьмерик на четверике, перекрыта высоким восьмигранным куполом. Трапезная прямоугольная, перекрыта коробовым сводом с торцовым лотком. Пятигранная апсида фасада украшена пилястрами. Приделы пристроены в конце XIX века, перекрыты коробовыми сводами. К церкви пристроена высокая четырёхъярусная колокольня, стены фасадов второго яруса колокольни прорезаны трехчастными окнами псевдовизантийского типа. Колокольня построена по проекту известного петербургского архитектора К. А. Тона. Церковь построена из кирпича: 27+13+6 и 25+12+6 см. Длина храма 40, 30 м; ширина – 23, 21 м.